# S/2021 J 4
S/2021 J 4 — невеликий зовнішній природний супутник Юпітера, відкритий Скоттом Шеппардом 14 серпня 2021 року за допомогою 6,5-метрового телескопа Магеллана-Бааде в обсерваторії Лас-Кампанас, Гаваї. Про це було оголошено Центром малих планет 19 січня 2023 року після того, як спостереження були зібрані протягом досить тривалого періоду часу, щоб підтвердити орбіту супутника.
S/2021 J 4 є частиною групи Карме, тісного скупчення ретроградних, нерегулярних супутників Юпітера, які рухаються по орбітах, подібних до Карме, за великими півосями між 22–24 мільйонами км, ексцентриситети орбіти між 0,2–0,3, а нахили між 163–166°. Повний оберт навколо Юпітера робить за 710,13 земних доби з нахилом 164,54°. Має діаметр близько 1 км і абсолютну величину 17,7, що робить його одним із найменших відомих супутників Юпітера.